# Pravděpodobnostní funkce

Ukázka grafu pravděpodobnostní funkce. Všechny hodnoty této funkce musí být nezáporné a jejich součet je 1.

Pravděpodobnostní funkce (anglicky probability mass function, pmf) je funkce v teorii pravděpodobnosti a statistice, která udává pravděpodobnost, že diskrétní náhodná veličina se přesně rovná nějaké hodnotě. Pravděpodobnostní funkce je často základní prostředek pro definování diskrétního pravděpodobnostního rozdělení, a taková funkce existuje jak pro skalární tak pro vícerozměrnou náhodnou veličinu, jejíž definiční obor je diskrétní.
Pravděpodobnostní funkce se liší od hustoty pravděpodobnosti (anglicky probability density function, pdf) tím, že se týká diskrétní místo spojité náhodné veličiny jako je tomu u hustoty pravděpodobnosti; hodnoty hustoty pravděpodobnosti nejsou pravděpodobnosti jako takové: hustotu pravděpodobnosti je nutné zintegrovat, abychom získali pravděpodobnost.

## Formální definice

Pravděpodobnostní funkce poctivé kostky. U všech čísel na kostce je stejná pravděpodobnost, že se při hodu objeví na horní stěně.

Předpokládejme, že X: Ω → A ({\displaystyle \subseteq \mathbb {R} }) je diskrétní náhodná veličina definovaná na prostoru elementárních jevů Ω. Pak pravděpodobnostní funkce fX: A → ⟨0, 1⟩ pro X je definovaná jako
{\displaystyle f_{X}(x)=\Pr(X=x)=\Pr(\{\omega \in \Omega :X(\omega )=x\}).}
Abychom se vyhnuli chybám, můžeme uvažovat o pravděpodobnosti jako o hmotě, protože fyzická hmota je zachována stejně jako celková pravděpodobnost pro všechny hypotetické výsledky x:
{\displaystyle \sum _{x\in A}f_{X}(x)=1}
Když existuje přirozené pořadí mezi hypotézami x, může být pohodlné jim přiřadit numerické hodnoty (nebo n-ticím v případě diskrétní vícerozměrné náhodné veličiny) a uvažovat také hodnoty, které nejsou v obrazu množiny X. To znamená, že funkce fX může být definovaná pro všechna reálná čísla a fX(x) = 0 pro všechna x {\displaystyle \notin } X(Ω), jak je znázorněno na obrázku.
Protože obraz X je spočetný, pravděpodobnostní funkce fX(x) je nulová pro všechny hodnoty s výjimkou spočetného počtu hodnot x. Nespojitost pravděpodobnostní funkce plyne z faktu, že distribuční funkce diskrétní náhodné veličiny je také nespojitá. Pokud je derivovatelná, její derivace je nula, stejně jako pravděpodobnostní funkce je nulová ve všech takových bodech.

## Příklady
Předpokládejme, že Ω je prostor elementárních jevů všech výsledků jediného hodu mincí a X je náhodná veličina definovaná na Ω přiřazením 0 „orlu“ a 1 „hlavě“; jedná se o alternativní rozdělení, které je speciálním případem binomického rozdělení pro počet hodů n=1. Pokud je mince poctivá, pravděpodobnostní funkce je
{\displaystyle f_{X}(x)={\begin{cases}{\frac {1}{2}},&x\in \{0,1\},\\0,&x\notin \{0,1\}.\end{cases}}}
Příkladem vícerozměrného diskrétního rozdělení a jeho pravděpodobnostní funkce je multinomické rozdělení.